# Heminothrus praeoccupatus
Heminothrus praeoccupatus är en kvalsterart som beskrevs av Subías 2004. Heminothrus praeoccupatus ingår i släktet Heminothrus och familjen Camisiidae. Inga underarter finns listade i Catalogue of Life.